# Pierre van Duijl
Pierre van Duijl (Rotterdam, 4 oktober 1958) is een Rotterdamse zanger.
Van Duijl is een echt 'chanteur', vertolker van liederen die door anderen geschreven zijn. Op zijn repertoire staan nummers van Jacques Brel, Bram Vermeulen, Leo Fuld, Johnny Jordaan, Rika Jansen (Zwarte Riek) en Jaap Valkhoff.
Met zijn band De Dopegezinde Gemeente was Van Duijl vaste gast op het rondreizende zomerfestival De Parade. Daar trad hij ook jaren op met Loes Luca in de voorstelling Nenette et les Zezettes. Samen met Bob Fosko en Maarten van Roozendaal trad hij tijdens De Parade van 2005 en 2006 op in het programma Nog Meer Rottigheid, waarvoor deze gelegenheidsformatie in 2006 De Mus ontving, de prijs voor het beste optreden tijdens De Parade.
Andere bands waar Van Duijl in speelt of speelde, zijn Trio 2000, De eigen wijze, Zomerkoninkjes, Snake Charming en Gorelev (met Bob Fosko). In het najaar van 2005 en het voorjaar van 2006 trad hij op met Ernst Jansz in België in een hommageprogramma aan Bram Vermeulen.
Hij speelde de rol van Griek in de filmversie van de televisieserie Ja zuster, nee zuster.
Van Duijl heeft drie kinderen: twee dochters en een zoon.